# Koto (Film)
Koto (Originaltitel: 古都 Koto) ist ein japanisches Filmdrama aus dem Jahr 1963 unter der Regie von Noboru Nakamura, das auf dem Roman The Old Capital (1962) des Nobelpreisträgers Yasunari Kawabata basiert. Der Film war der japanische Beitrag zum Oscar 1964 für den besten internationaler Film.

## Handlung
Die 20-jährige Chieko ist die Tochter des Kimono-Designers Takichiro aus Kyoto. Sie zweifelt an der Geschichte ihrer Eltern, die sie als Kind geraubt und als ihr eigenes Kind aufgezogen haben, und ist überzeugt, dass sie eine Waise ist. In Kitayama lernt sie die junge Arbeiterin Naeko kennen, die ihr sehr ähnlich sieht. Chieko erfährt, dass die beiden Zwillingsschwestern sind und dass ihre leiblichen Eltern vor langer Zeit gestorben sind, nachdem sie Chieko verlassen hatten. Hideo, der Sohn des Webers Sosuke, eines Geschäftspartners von Takichiro, verwechselt Naeko mit Chieko und bittet sie, ihm zu erlauben, einen exklusiven Obi für sie zu entwerfen. Chieko klärt Hideo über die Verwechslung auf und bittet ihn, Obis für sie und ihre Schwester zu entwerfen. Obwohl Chiekos Eltern anbieten, Naeko als ihre zweite Tochter zu akzeptieren, kehrt Naeko nach einer Nacht bei ihrer Zwillingsschwester in ihr Heimatdorf zurück. Während Chieko plant, das Geschäft ihres Vaters mit Hilfe ihres zukünftigen Ehemanns Ryusuke zu übernehmen, denkt Naeko darüber nach, Hideo zu heiraten, obwohl sie weiß, dass sie für ihn vor allem eine Ersatzmutter ist.

## Auszeichnungen
Koto erhielt den Mainichi Film Concours für den besten Nebendarsteller (Hiroyuki Nagato) und die beste Kamera (Tōichirō Narushima).
Der Film war Japans Beitrag für den Oscar 1964 für den besten fremdsprachigen Film, der schließlich an Federico Fellinis 8½ ging.
Kawabatas Roman wurde 1980 von Kon Ichikawa und 2016 erneut von Yuki Saito unter dem Titel Koto verfilmt.